# Rune Carlsson
Rune Carlsson (Eskilstuna, 1º ottobre 1909 – Linkoping, 14 settembre 1943) è stato un calciatore svedese, di ruolo centrocampista.